# Zäfär Quliyev
Zäfär Quliyev (azerbajdzjanska: Zəfər Quliyev, även känd som Zafar Gulijev ryska: Зафар Гулиев), född den 17 juni 1972 i Länkäran i Azerbajdzjan, är en rysk brottare som tog OS-brons i lätt flugviktsbrottning i den grekisk-romerska klassen 1996 i Atlanta. 